# 卢氏县第二人民医院

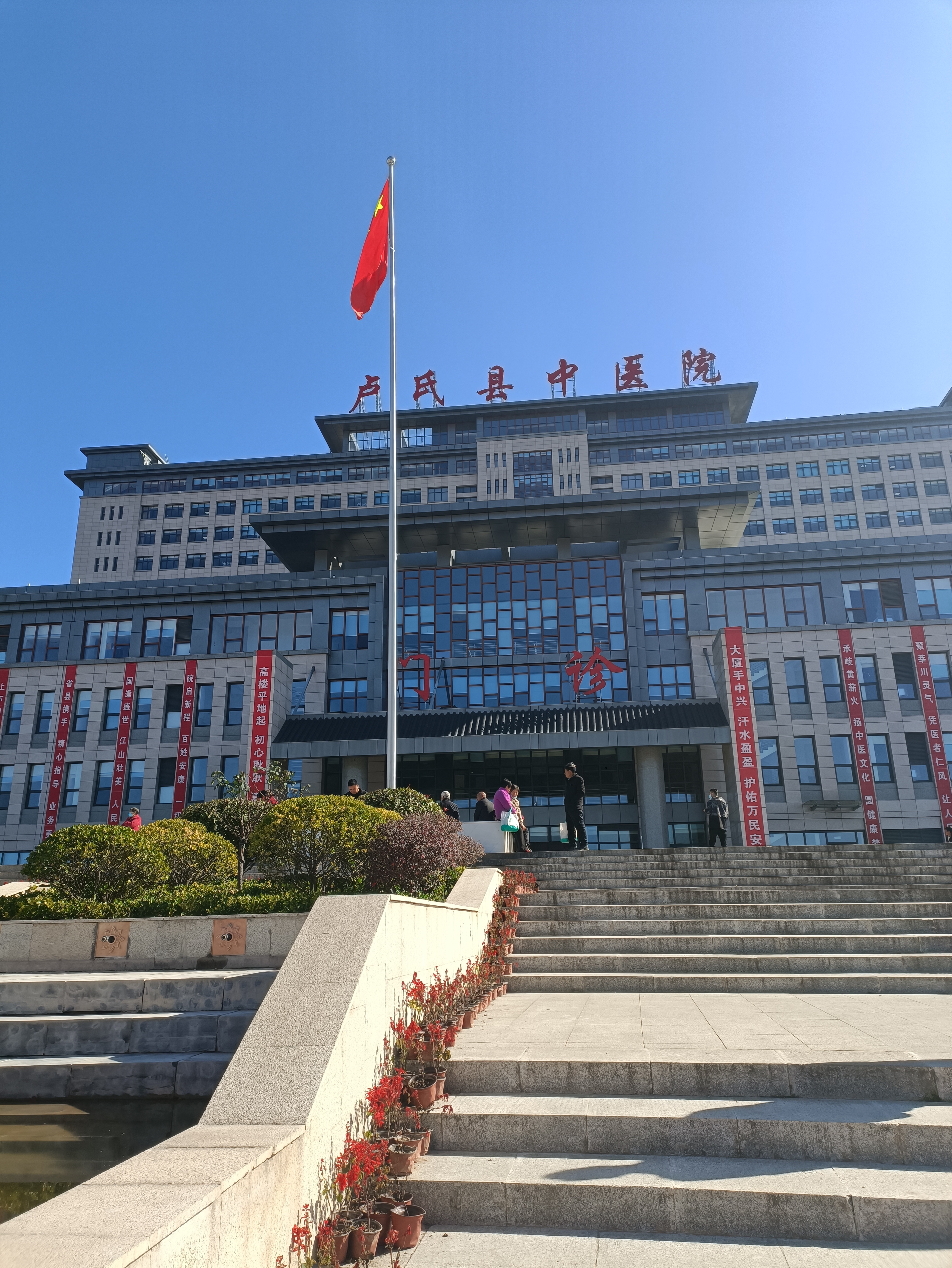
卢氏县第二人民医院与卢氏县中医院合并而成的卢氏县中医院

卢氏县第二人民医院是中华人民共和国河南省三门峡市卢氏县境内的一所已经被合并的“一级甲等”医院，始建于1984年。

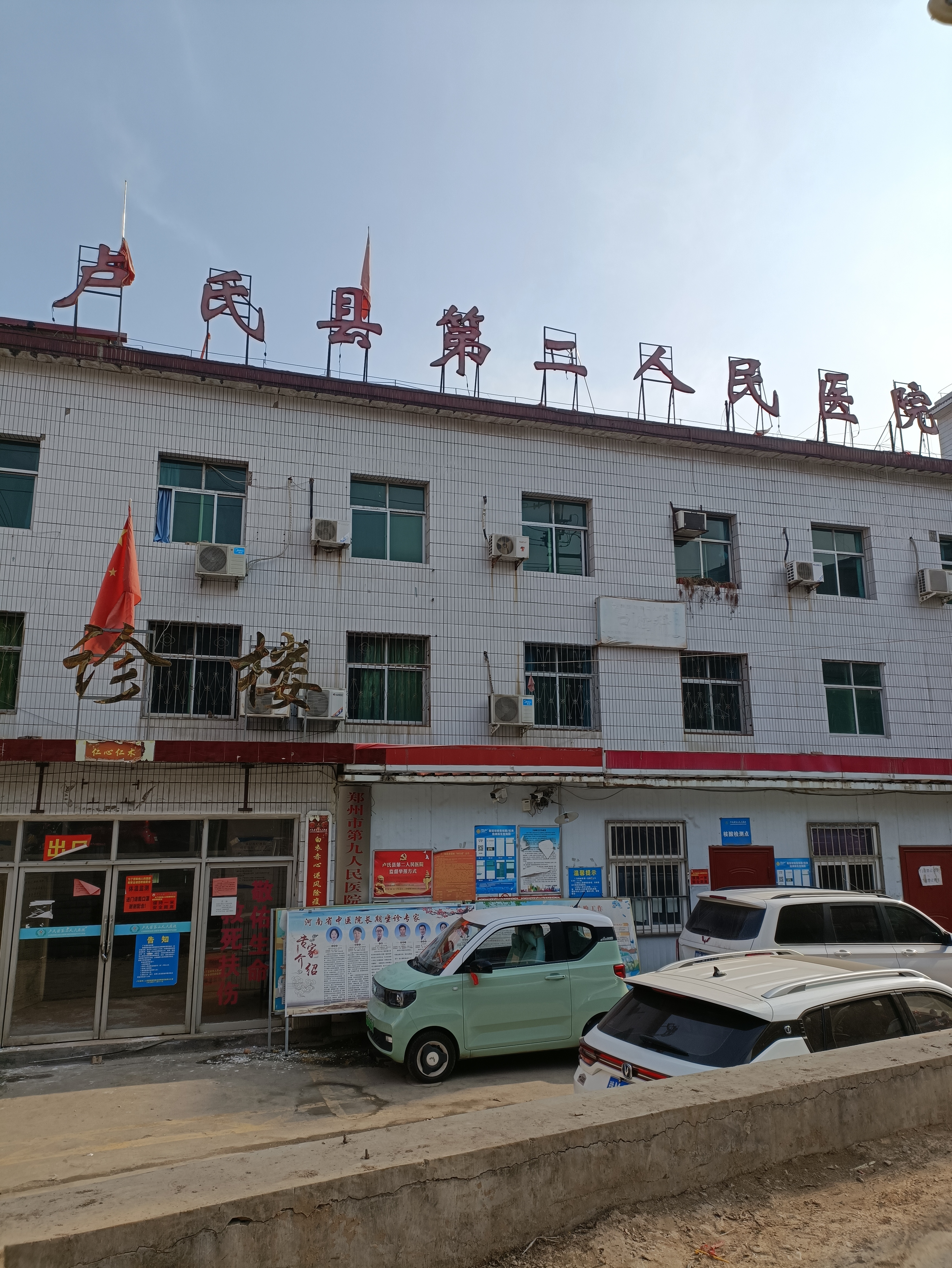
卢氏县第二人民医院旧址（旧院）

## 旧院
旧院占地3.79亩，业务用房面积3753.5平方米，批准床位99张，实际开设病床128张；设有内一、内二、外一、外二、五官等5个病区、一个急救站（急诊科）、17个门诊、医技科室及7个行管职能科室；拥有万元以上的医疗设备60余台件，固定资产1639万元。

## 新院
2021年6月，卢氏县第二人民医院与卢氏县中医院合并，合并之后的名称为卢氏县中医院。